# نادیا حیلو
نادیا حیلو (عربی: نادیا حیلو، عبری: נאדיה חילו;">נאדיה חילו ‎ 1953 ژوئیه ۵–۲۰۱۵ فوریه ۲۷) عرب اسرائیلی مددکار اجتماعی و سیاستمدار، که به عنوان عضو کنست از طرف حزب کارگر بین سال‌های ۲۰۰۶ و ۲۰۰۹ وارد مجلس شد. او پس از حسنیا جباره دومین زن مسیحی عرب اسرائیلی و همچنین اولین زن مسیحی نماینده مجلس بود.

## زندگی‌نامه
حیلو در یافا از والدین مسیحی عرب متولد شد. او در دانشگاه تل‌آویو تحصیل کرد و در سال ۱۹۷۶ در مقطع کارشناسی فارغ‌التحصیل شد. او بعدها برای گرفتن مدرک کارشناسی ارشد به تحصیل ادامه داد. حیلو در سال ۱۹۹۷، مدیر بخش زنان اتحادیه مقامات محلی شد و در سال ۲۰۰۲ نیز معاون رئیس سازمان زنان نعمات شد.
هیلو پس از ترور اسحاق رابین در سال ۱۹۹۵ وارد سیاست شد. او به حزب کارگر ملحق شد و قبل از انتخابات کنست در سال‌های ۱۹۹۶ و ۱۹۹۹ در انتخابات مقدماتی حزب شرکت کرد. با این حال، در هر دو مورد او موفق به اخذ آرای کافی شد و به دلیل نپیوستن به هیچ‌کدام از احزاب عرب مورد انتقاد قرار گرفت. با این حال، در انتخابات سال ۲۰۰۶، هیلو در جایگاه ۱۵ حزب قرار گرفت که این خود رکوردی برای منتخبین زن بود. این حزب ۱۹ کرسی را به دست آورد و حیلو در جایگاه خود در کنست قرار گرفت و موقعیت‌های قبلی خود را از دست داد. او به عنوان رئیس کمیته حقوق کودک خدمت کرده‌است. یکی از اولین اقدامات او حمایت از قانون تقویت لایحه قانونی علیه جنسیت سایبری با افراد زیر سن قانونی بود. او همچنین قوانین مربوط به حمایت از بازماندگان مقتولین را نیز راه اندازی کرده‌است.
در سال ۲۰۰۷، او شکایت خود را دربارهٔ رفتار با فرزندانش در فرودگاه بن گوریون توسط کارکنان امنیتی ابراز کرد و گفت که این رفتار «تحقیر آمیز بوده‌است». او در انتخابات سال ۲۰۰۹ نتوانست آرا لازم را به دست بیاورد.
هیلو زندگی‌نامه اش را در سال ۲۰۱۳ با نام داوطلبی از عجمی، توسط انتشارات هاکیبوتز به زبان عبری منتشر کرد.
حیلو تا زمان مرگش در سال ۲۰۱۵ در یافا زندگی می‌کرد. مراسم درگذشت او با حضور شوهر و چهار دخترش به نام‌های، ناتالی، کریستینا، رولا و رنا برگزار شد.

## کتابشناسی
- Poretzet HaDerek MiAjami ("The Trailblazer of Ajami"), HaKibbutz HaMeuhad، 2013 (عبری)